# Kristín Marja Baldursdóttir

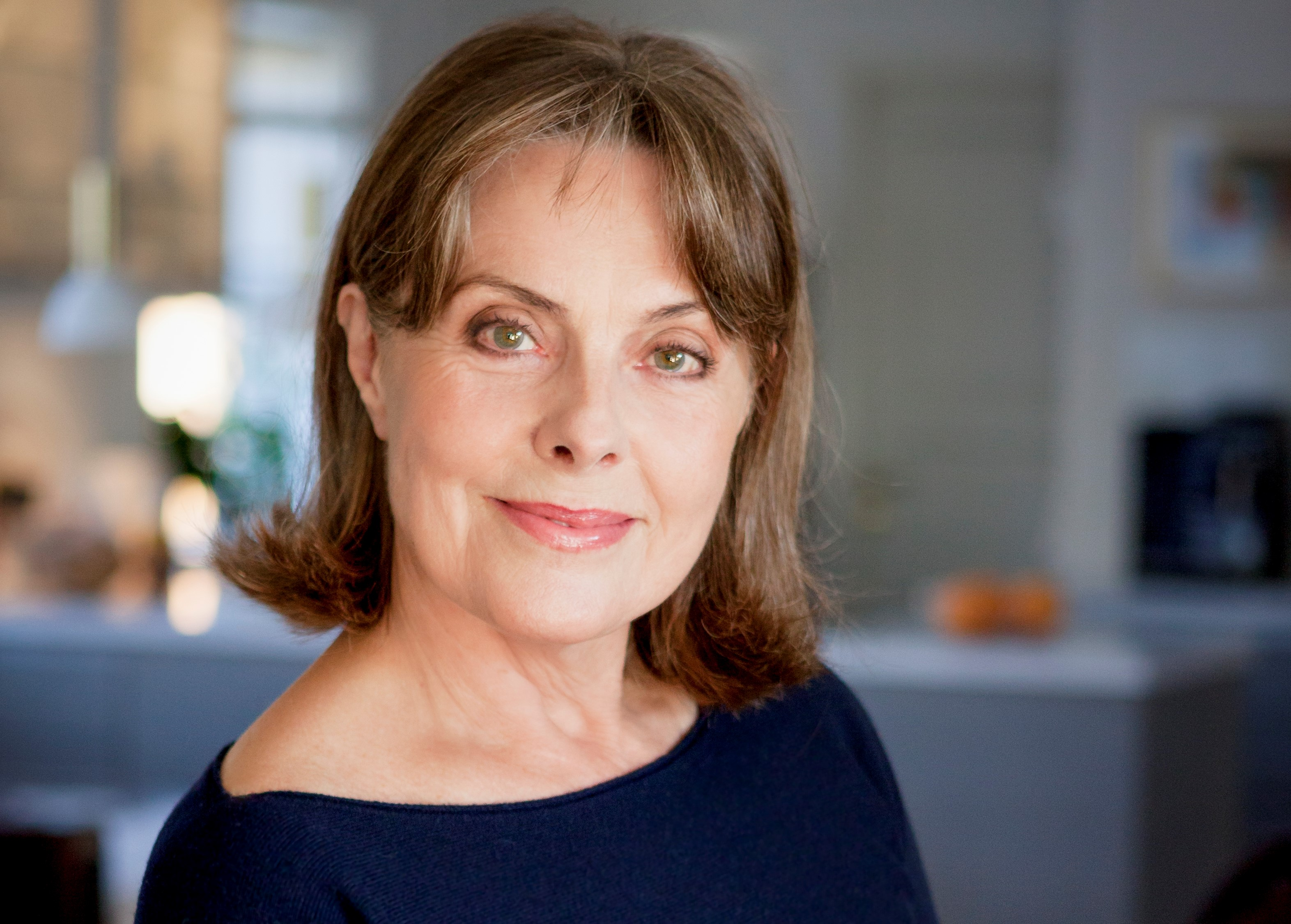
Kristín Marja Baldursdóttir

Kristín Marja Baldursdóttir (Hafnarfjörður, 21 januari 1949) is een IJslandse schrijfster. 
Ze studeerde in 1970 af in de pedagogiek aan de Pedagogische Hogeschool van IJsland. Van 1975 tot 1988 werkte Kristín als lerares aan een basisschool in Reykjavik. Aansluitend verwierf zij in 1991 een Bachelor of Arts in germanistiek en IJslandse taal- en letterkunde. Sinds haar afscheid van het onderwijs studeerde ze ook in Denemarken en Duitsland (m.n. aan het Goethe-instituut in Bremen). Zij werkte tot 1995 als journaliste voor de krant "Morgunblaðið".

## Werk
- Mávahlátur De lach van de meeuw (1995) [vertaald in het Nederlands]
- Hús úr húsi Van huis tot huis (1997) [vertaald in het Duits: Hinter fremden Türen]
- Kular af degi De dag wordt kouder (1999) [vertaald in het Duits: Kühl graut der Morgen]
- Kvöldljósin eru kveikt De nachtlichten branden (2001)
- Mynd af konu Beeld van een vrouw (biografie van Vilborg Dagbjartsdottir (2001)
- Karitas án titils (2004) [door Marcel Otten vertaald in het Nederlands: Mistsluier]

### De lach van de meeuw
Kristín Baldursdóttir publiceerde haar eerste roman Mávahlátur (De lach van de meeuw) in 1995. Het beschrijft hoe Agga, een IJslands meisje, in armoede opgroeit. Het plotse bezoek van haar tante Freya uit Amerika maakt een eind aan het beschouwelijke dorpsleven. Het succes van de roman leidde ook tot een verfilming.

### De dag wordt kouder
Een derde roman volgde in 1999 onder de titel Kular af degi (De dag wordt kouder) verhaalt Kristín van onderwijzeres Thórsteina, die een minnaar in Frankrijk heeft. Zij raakt verstrikt tussen de liefde voor deze Fransman en haar toegenegenheid tot een jongere gehuwde collega op IJsland. Het boek is qua onderwerp wel vergeleken met  De Tijddief van Steinunn Sigurdardottir.

### Mistsluier
De tweede roman die in het Nederlands is vertaald. Een weduwe reist in 1915 met haar zes kinderen naar Akureyri, waar ze een opleiding kunnen volgen. Het is er koud en het leven bestaat uit hard werken. Karita, de jongste dochter, wil kunstschilder worden en gaat uiteindelijk studeren in Kopenhagen. Maar als ze terugkomt in IJsland wacht de strijd om het bestaan weer op haar. De roman werd genomineerd voor de Nordic Council's Literature Prize.
- Bibsys: 90962992
- Bibliothèque nationale de France: cb131759346 (data)
- Gemeinsame Normdatei: 123228204
- International Standard Name Identifier: 0000 0000 7996 5163
- Library of Congress Control Number: n96097082
- Nationale bibliotheek van Australië: 53148608
- Nederlandse Thesaurus van Auteursnamen: 268602859
- Réseau des bibliothèques de Suisse occidentale: 02-A016277601
- LIBRIS: 257112
- Système universitaire de documentation: 035236604
- Trove: 1533413
- Virtual International Authority File: 54286850
- WorldCat: E39PBJcGmMXdRWhMMr67vv46rq